# Riofrío (Colombia)
Riofrio è un comune della Colombia facente parte del dipartimento di Valle del Cauca.
L'abitato venne fondato da Pedro María Marmolejo nel 1567, mentre l'istituzione del comune è del 28 aprile 1923.